# Lúcio Escribônio Libão
Lúcio Escribônio Libão (m. 34 a.C.; em latim: Lucius Scribonius Libo) foi um político da gente Escribônia da República Romana nomeado cônsul em 34 a.C. com Marco Antônio, que renunciou no primeiro dia, e Lúcio Semprônio Atratino. Membro duma família plebeia, anos após casar sua filha Escribônia com Sexto Pompeu, filho de Pompeu, seguiu carreira como um de seus aliados, alcançado os postos de pretor e legado. Durante a guerra civil de César, tornou-se comandante da Etrúria e então dos recrutas da Campânia. Depois, comandou uma parte da frota de Pompeu e participou ativamente das negociações ocorridas nos anos seguintes.
Em 48 a.C. bloqueou César por algum tempo na recém-conquistada Órico e depois partiu para Brundísio, onde confrontou-se e foi derrotado numa emboscada por Marco Antônio. Anos depois, em 36 a.C., Libão aliou-se com seu genro Sexto Pompeu na guerra contra Otaviano, porém, quando notou que Sexto seria derrotado, abandonou-o em prol de Marco Antônio. Sua irmã, Escribônia, casou-se com Otaviano e Libão foi recompensado com o consulado em 34 a.C..

## Biografia

### Começo da carreira e guerra civil

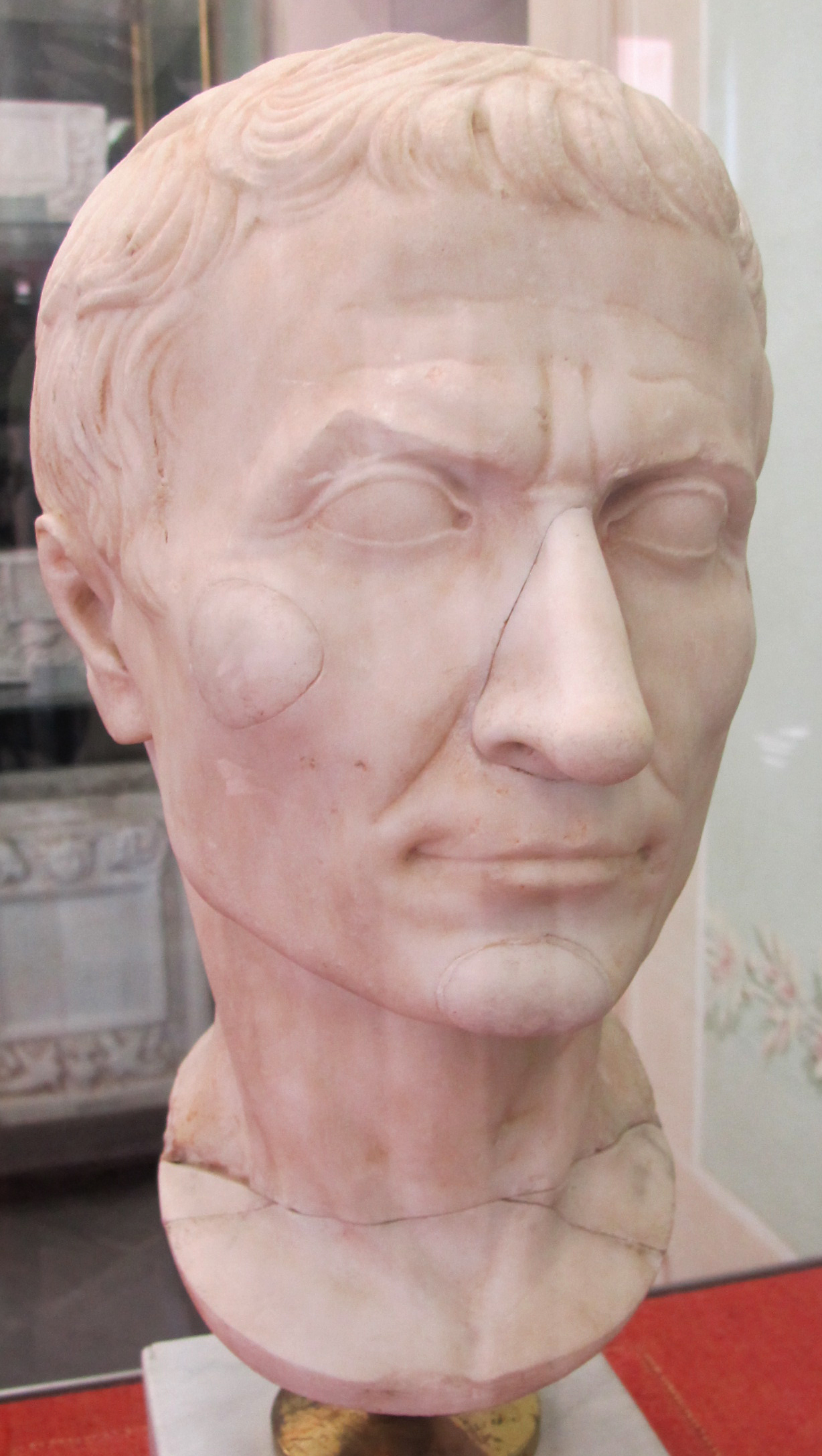
Busto de Júlio César

Um membro da gente plebeia Escribônia, Libão era intimamente relacionado com a família de Cneu Pompeu Magno através de sua avó, Pompeia Magna. Os laços foram fortalecidos em 55 a.C., depois que o filho de Pompeu, Sexto Pompeu, casou-se com a filha de Libão, Escribônia. Assume-se que ele alcançou o ofício de pretor por 50 a.C.. Em 49 a.C., tornou-se um dos legados de Pompeu, e, com a eclosão da guerra civil, Pompeu deixou-o no comando da Etrúria. Após ser movido da Etrúria por Marco Antônio, assumiu o comando dos novos recrutas de Ampio Balbo na Campânia. Em seguida, acompanhou Pompeu durante seu retirada para Brundísio e lá atuou como intermediário dele com Caio Canínio Rébilo, um amigo pessoal muito próximo, que havia recebido de Júlio César o objetivo de negociar com Pompeu. Rébilo aconselhou Libão que, se ele convencesse Pompeu a chegar a um acordo com César, o último lhe daria crédito por interromper uma guerra civil antes que ela começasse. Embora Libão tenha reportado as propostas de César, Pompeu respondeu-lhe que não poderia concordar com nada sem os cônsules estarem presentes.
Após Pompeu cruzar para a Macedônia, Libão foi colocado no comando de parte da frota de Pompeu junto com Marco Otávio com instruções de evitar, se possível, que as forças de César cruzassem em direção aos Bálcãs. Ao longo da costa dálmata, eles derrotaram uma frota sob o comando de Públio Cornélio Dolabela, e seguiram derrotando Caio Antônio que tentou ajudar Dolabela e acabou forçado a fugir para Córcira Negra. Com poucos suprimentos, logo rendeu-se para Libão que levou-o com suas tropas para Pompeu. Pela época que César desembarcou no Epiro e tomou Órico (Oricum), Pompeu enviou Libão para juntar-se com Marco Calpúrnio Bíbulo, que estava no comando da frota de Pompeu que estava bloqueando César em Órico, mas que estava doente e impedido de obter novos suprimentos. De modo a romper o impasse, Bíbulo e Libão velejaram em direção a Órico e pediram uma trégua de modo a negociar com César. César concordou e Libão tentou convencê-lo de que eles estava agindo sob ordens de Pompeu. Quando César foi não conseguiu que Libão concordasse em dar um salvo-conduto a seus enviados, César concluiu que as negociações eram uma fraude projetada para permitir Bíbulo reabastecer seus navios e recusou-se estendê-la, concluindo as negociações.

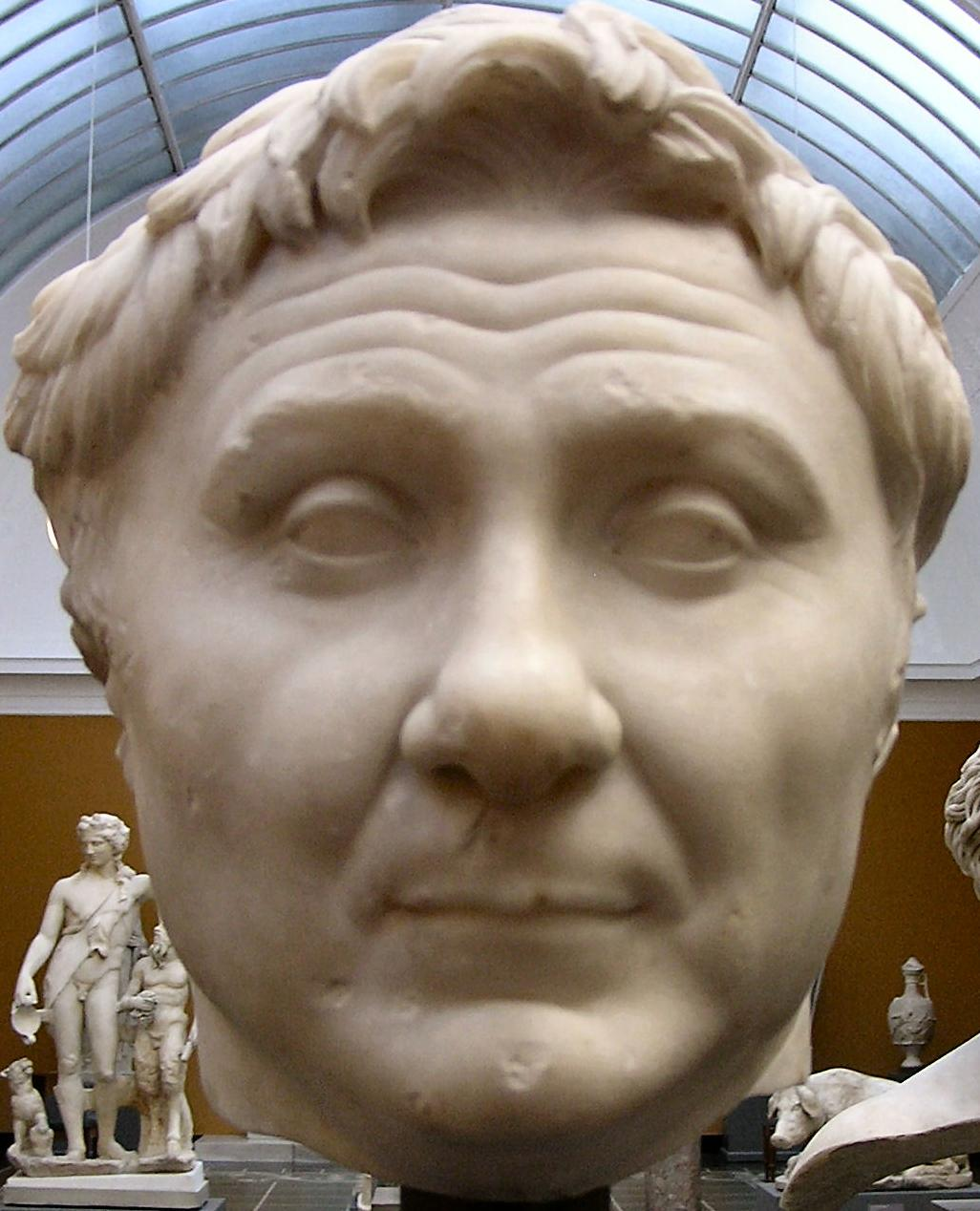
Busto de Pompeu, o Grande

Com a morte de Bíbulo, no começo de 48 a.C., Libão recebeu o comando da frota pompeana, que compreendia cerca de 50 galés. Ele continuou bloqueando Órico, mas chegou a conclusão que, se fechasse Brundísio pelo mar, César não poderia receber reforços adicionais e ele poderia reimplantar a frota em qualquer lugar. Deslocando-se para Brundísio, Libão capturou o comandante local, Marco Antônio, que estava despreparado. Libão incendiou alguns armazéns para navios, capturou um cheio de grãos e desembarcou tropas na ilha que comandava a entrada para o porto, expelindo um esquadrão das tropas de Antônio no processo. Confiante do sucesso, enviou uma carta para Pompeu, informando-lhe que havia assegurado o porto e que o resto da frota deveria ser reparada e descansada. Antônio, nesse ínterim, conseguiu iludir Libão numa perseguição a alguns navios-isca, o que fez com que o esquadrão de Libão ser emboscado e atacado. Boa parte da frota de Libão consegui escapar, mas as tropas que ocupavam a ilha foram emboscadas e capturadas.

### Carreira final e cônsul
Com a derrota e morte de Pompeu em 48 a.C., Libão aliou-se com Sexto Pompeu, seu genro. Em 40 a.C., ano do consulado de Cneu Domício Calvino (pela segunda vez) e Caio Asínio Polião, Sexto enviou-o como um emissário não-oficial até Marco Antônio, que estava na Grécia, procurando uma aliança contra Otaviano, que havia derrotado os partidários de Antônio na Guerra de Perúsia. Sua participação foi instrumental na formação de uma aliança entre os dois. Otaviano tentou impedir a aliança de Sexto Pompeu e Marco Antônio casando-se com a irmã de Libão, Escribônia.
No subsequente Pacto de Miseno, Libão atuou como um importante negociador; em resposta ao apoio, Sexto conseguiu extrair de Otaviano a promessa de um futuro consulado para Libão. Após Otaviano renovar a guerra com Sexto Pompeu em 36 a.C., Libão inicialmente apoiou-o. Já por 35 a.C., Libão sentiu que a causa de seu genro estava perdida e o abandonou para juntar-se a Marco Antônio. Como recompensa, Antônio assegurou sua eleição ao consulado em 34 a.C. ao seu lado. Libão abdicou em 1 de julho de 34 a.C. e foi substituído por Caio Mêmio. Em 31 a.C., foi nomeado como um dos septênviros epulões, e em 29 a.C., ele e sua família foram elevados ao status de patrício.

## Família
A irmã de Libão, Escribônia, foi a segunda esposa de Otaviano, o futuro imperador Augusto e, por isso, ele era tio da única filha biológica do imperador, Júlia, a Velha. 
Sua esposa era da gente Sulpícia, da qual futuramente o imperador romano Galba alegaria ser descendente por parte de pai. Libão e sua esposa tiveram três filhos, dois homens, Lúcio Escribônio Libão, cônsul em 16 a.C., e Marco Escribônio Libão Druso, e uma filha, Escribônia, esposa de Sexto Pompeu.